# Eastrop
Eastrop är en stadsdel i Basingstoke, i distriktet Basingstoke and Deane, i grevskapet Hampshire, i England. Ward hade 5 534 invånare år 2011. Eastrop var en civil parish fram till 1932 när blev den en del av Basingstoke. Civil parish hade 313 invånare år 1931. Byn nämndes i Domedagsboken (Domesday Book) år 1086, och kallades då Estrope.